# Arturo Raffaldini

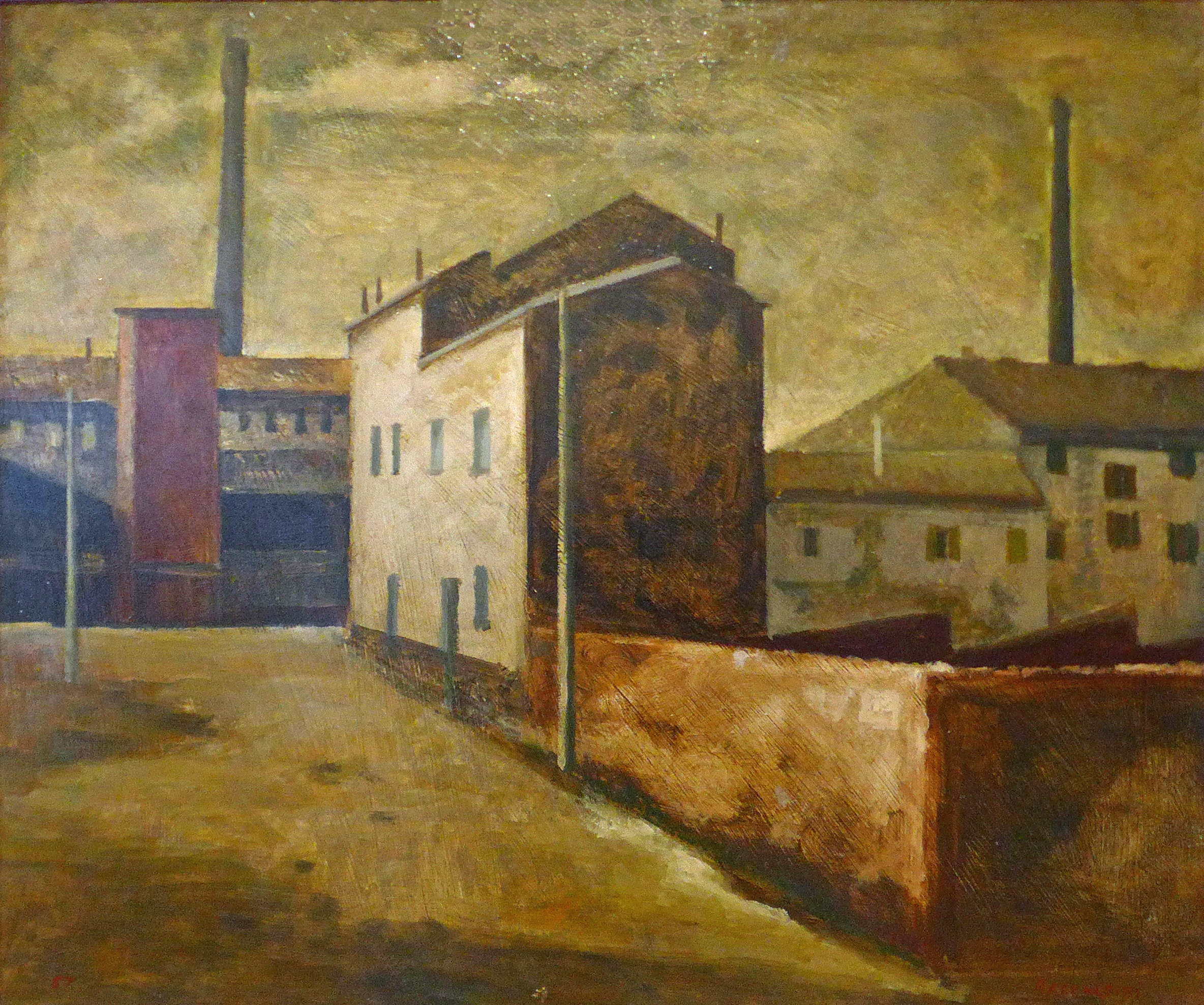
La Ceramica, 1957, Civica raccolta d'arte Medole.

Arturo Raffaldini (Mantova, 31 marzo 1899 – Firenze, 24 gennaio 1962) è stato un pittore e restauratore italiano.

## Biografia
Frequentò a Mantova l'istituto tecnico e si trasferì a Milano per iscriversi all'Accademia di Brera, insegnante Cesare Tallone.
Nel 1915, 1916, 1921 e 1922 partecipò a Mantova alle mostre collettive presso il Palazzo Ducale. Tra il 1927 e il 1935 venne nominato responsabile degli interventi di restauro, iniziati nel 1902, di Palazzo Ducale, specializzandosi nel recupero di importanti sale del complesso gonzaghesco (Sala della Mostra, Sala di Manto, Sala dei Capitani). Contribuì al recupero del solaio ammalorato della Camera degli Sposi. Tra il 1940 e il 1943, Raffaldini compì interventi importanti su alcune sale di Palazzo Te (Camera di Psiche, Camera dei Venti, Camera dello Zodiaco). Nel 1945 partecipò al restauro della chiesa di San Francesco di Mantova, bombardata durante la guerra.
Dal 1943 al 1947 provvide a numerosi restauri di edifici ed affreschi situati a Trento, Verona, Bologna, Ferrara, Rimini, Forlì e Ravenna.
Nel 1947 trasferì la sua attività a Firenze, dove morì nel 1962.

## Opere
- La Ceramica, olio su masonite, 1957 Civica raccolta d'arte Medole[5][6]